# Radoslav Antl
Radoslav Antl (* 2. März 1978 in Košice, Tschechoslowakei) ist ein slowakischer Handballtrainer. Als aktiver Handballspieler wurde Antl zumeist auf Linksaußen eingesetzt. In den Jahren 2005, 2014 und 2017 wurde er zum slowakischen Handballer des Jahres gewählt.

## Karriere
Der 1,81 m große und 82 kg schwere Rechtshänder begann seine Profikarriere in seiner Heimatstadt bei TJ VSŽ Košice. In der Saison 1998/99 gewann er Meisterschaft und Pokal. International spielte er im EHF-Europapokal der Pokalsieger 1998/99, in der EHF Champions League 1999/2000 und im EHF-Pokal 2000/01. Nach einer Station beim japanischen Verein Araco Kyushu kehrte er 2003 in die Slowakei zu HT Tatran Prešov zurück und gewann zweimal das Double. In der EHF Champions League 2004/05 erreichte er das Achtelfinale. 2005 unterschrieb er einen Vertrag beim deutschen Bundesligisten TUSEM Essen. Aufgrund finanzieller Probleme des Vereins kam der Wechsel jedoch nicht zustande und Antl schloss sich dem Schweizer NLA-Team Grasshopper Club Zürich an, bei dem er zweimal zweitbester Torschütze der NLA wurde. Mit den Grasshoppers erreichte er das Halbfinale im EHF-Pokal 2006/07, in dem er mit 57 Treffern drittbester Torschütze war. 2007 wechselte er zum Stadtrivalen ZMC Amicitia Zürich, mit dem er 2008 Schweizer Meister sowie 2009 Cupsieger wurde. Im EHF-Europapokal der Pokalsieger 2008/09 kam er erneut bis ins Halbfinale. Ab 2009 lief er wieder für Prešov auf und gewann sieben Meisterschaften und Pokale. Im EHF-Pokal 2011/12 erreichte er das Viertelfinale. 2011/12 und 2013/14 qualifizierte er sich mit Prešov für das Final Four der SEHA-Liga.
Mit der Slowakischen Nationalmannschaft nahm Radoslav Antl an den Weltmeisterschaften 2009 und 2011 sowie den Europameisterschaften 2006, 2008 und 2012 teil. Bis Januar 2012 bestritt Antl 137 Länderspiele, in denen er 545 Tore erzielte.
Im Dezember 2021 ersetzte er Slavko Goluža als Trainer bei Prešov.

## Erfolge
- Slowakischer Meister 1999, 2004, 2005, 2010, 2011, 2012, 2013, 2014, 2015, 2016
- Slowakischer Pokalsieger 1999, 2004, 2005, 2010, 2011, 2012, 2013, 2014, 2015, 2016
- Schweizer Meister 2008
- Schweizer Pokalsieger 2009